# 沃里尔 (阿拉巴马州)
沃里尔（英語：Warrior），是美国阿拉巴马州下属的一座城市。面积约为9.77平方英里（约合25.31平方公里）。根据2010年美国人口普查，该市有人口3,176人，人口密度为325.01/平方英里（约合125.48/平方公里）。